# Wincenty Jesionowski
Wincenty Jesionowski (ur. 1 grudnia 1926 w Józefowie, zm. 13 stycznia 1983) – polski rolnik i polityk, poseł na Sejm PRL VIII kadencji.

## Życiorys
Posiadał wykształcenie podstawowe. Od 1949 należał do Polskiej Zjednoczonej Partii Robotniczej. Był sołtysem Józefowa oraz radnym gminnej i wojewódzkiej rady narodowej. Inicjator i założyciel Ochotniczej Straży Pożarnej w 1959 w rodzinnej wsi. Był też działaczem spółdzielczym i prowadził gospodarstwo rolne. 24 września 1981 uzyskał mandat posła na Sejm PRL VIII kadencji z okręgu Konin, zastępując Andrzeja Borkowskiego. Zasiadał w Komisji Pracy i Spraw Socjalnych oraz w Komisji Rolnictwa i Przemysłu Spożywczego. Zmarł w trakcie kadencji.